# Theodor Nöldeke
Theodor Nöldeke (alemão: [ˈteːodoːɐ̯ ˈnœldəkə], Harburgo, 2 de março de 1836 – Karlsruhe, 25 de dezembro de 1930) foi um orientalista e acadêmico alemão, sendo originalmente um pupilo de Heinrich Ewald. Ele é um dos fundadores do campo dos estudos corânicos. Seus estudos abrangeram o Antigo Testamento, línguas semíticas e árabe, e literatura persa e siríaca. Nöldeke traduziu muitos textos importantes da literatura oriental e durante sua vida foi considerado um importante orientalista. Ele escreveu diversos estudos (incluindo sobre o Alcorão) e contribuiu em artigos para a Encyclopædia Britannica.
Entre os projetos onde Nöldeke contribuiu, está a edição publicada por Michael Jan de Goeje de Tarikh ("História Universal"), de Atabari, onde foi responsável pela tradução da seção da Era Sassânida. Esta tradução é considerada de grande valor, principalmente pelos extensivos comentários complementares. Entre seus inúmeros estudantes, estão Charles Cutler Torrey, Louis Ginzberg e Friedrich Schwally. Ele confiou a Schwally a continuação de seu escrito "A História do Alcorão". 

## Biografia
Nöldeke nasceu em Harburgo (hoje chamado de Hamburgo). Em 1853, graduou-se no Ginásio Georgiano de Lingen, Emsland, e ingressou na Universidade de Göttingen sob a tutela de Heinrich Ewald. Também estudou nas Universidades de Viena, Leiden e Humboldt de Berlim.
Em 1864, tornou-se professor na Universidade de Quiel, e em 1872, na Universidade de Estrasburgo, onde permaneceu até sua aposentadoria, aos 70 anos.
Nöldeke teve dez filhos, dos quais seis morreram antes dele. Seu filho Arnold Nöldeke tornou-se um juiz e foi senador por Hamburgo durante a República de Weimar.
Morreu em Karlsruhe em 1930.

## Pesquisa

### Geschichte des Qorâns
A Geschichte, um trabalho principalmente filológico escrito em alemão, surgiu de sua dissertação que começou a escrever durante seus estudos na universidade, e foi completa em 1856 sob o título De origine et compositione surarum qoranicarum ipsiusque Qorani. Quando comparado com os escritos ocidentais anteriores sobre o Alcorão, Nöldeke desacoplou seus estudos das pesquisas sobre a vida de Maomé e, diferente de seus predecessores, como William Muir, não possuia um zelo missionário. Isso porque Nöldeke estudou o Alcorão por conta própria. Um dos aspectos mais importantes do argumento de Nöldeke é a periodização das suras corânicas em três períodos de Meca seguidas por um período de Medina (uma ideia que há havia sido concebida por seu predecessor, Gustav Weil). Nela, Nöldeke não seguiu exatamente a cronologia tradicional das suras. Ele considerava que esta divisão era maleável.
Apesar de seu trabalho ter sido muito popular com alguns e rejeitado por outros, ele foi tão influente que ao menos um acadêmico chamou seu trabalho de "a pedra de nossa igreja". Em 2013, foi publicada uma tradução completa para o inglês.

### Cronologia
A cronologia Nöldeke é a "ordem canônica" das 114 suras do Alcorão de acordo com a sequência de revelação. Ela foi criada para auxiliar o estudo teológico, literário e histórico da exegese do Alcorão ao aumentar sua coerência estrutural. A cronologia foi adotada como um guia geral por algumas correntes de pensamento. Nöldeke considerou as suras da perspectiva do desenvolvimento do conteúdo e estilístico para reordená-las na sequência histórica de revelação. Por exemplo, de acordo com este sistema, a Sura 21: "Os Profetas" torna-se a 65. O sistema divide ainda as suras em dois períodos: Meca e Medina.
Ordem cronológica de Nöldeke: Quatro grupos de 114 suras:
- Grupo 1: Primeiro período de Meca (48 suras): 96; 74; 111; 106; 108; 104; 107; 102; 105; 92; 90; 94; 93; 97; 86; 91; 80; 68; 87; 95; 103; 85; 73; 101; 99; 82; 81; 53; 84; 100; 79; 77; 78; 88; 89; 75; 83; 69; 51; 52; 56; 70; 55; 112; 109; 113; 114; 1
- Grupo 2. Segundo período de Meca: 54; 37; 71; 76; 44; 50; 20; 26; 15; 19; 38; 36; 43; 72; 67; 23; 21; 25; 17; 27; 18
- Grupo 3. Terceiro período de Meca: 32; 41; 45; 16; 30; 11; 14; 12; 40; 28; 39; 29; 31; 42; 10; 34; 35; 7; 46; 6; 13
- Grupo 4. Período de Medina: 2; 98; 64; 62; 8; 47; 3; 61; 57; 4; 65; 59; 33; 63; 24; 58; 22; 48; 66; 60; 110; 49; 9; 5

### Mandeísmo
Em 1875, no início dos estudos acadêmicos sobre mandeísmo, Nöldeke publicou a Mandäische grammatik, um trabalho monumental sobre a gramática mandeiana, que possui tamanho valor filosófico que é usada como referência até os dias de hoje. O trabalho também serviu de base para o Mandadic Dictionary, de E. S. Drower.

### Alexandre o Grande
Em 1890, Nöldeke iniciou o estudo das lendas alexandrinas na tradição arábica com a publicação de Beiträge zur geschichte des Alexanderromans.

## Distinções
- 1859 – Ganhou o prêmio francês Académie des Inscriptions et Belles-Lettres pelos livros Histoire du Coran e Semitic languages, and the history and civilization of Islam.
- 1860 – Göttingen publica Geschichte des Qorâns com adições.
- 1861 – Palestras na Universidade de Göttingen.
- 1864 – Professor extraordinário na Universidade de Göttingen.
- 1868 – Professor ordinário na Universidade de Quiel; Grammatik der neusyrischen Sprache publicado.
- 1872 – Assume a cadeira de Línguas Orientais em Estrasburgo (renuncia em 1906).
- 1874 – Mandäische Grammatik publicado.
- 1878 – Torna-se membro estrangeiro da Academia Real das Artes e Ciências dos Países Baixos.[13]
- 1879 – Torna-se membro externo da Academia de Ciências da Baviera.
- 1881–1882 – Traduz as obras de Atabari (árabe – alemão).
- 1888 – Torna-se membro da Ordem Pour le Mérite por Ciências e Artes.
- 1892 – Premiado com um doutorado honorário pela Universidade de Edimburgo.
- 1893 – Nomeado como membro externo da Academia Nacional dos Linces, em Roma.
- 1906 – Torna-se membro internacional da American Philosophical Society.[14]
- 1920 – Torna-se membro associado da Academia de Ciências e Humanidades de Heidelberg.
- 1926 – Premiado como membro honorário da Academia de Ciências da Rússia (ele foi membro correspondente desde 1885); cidadão honorário da cidade de Harburgo (hoje parte de Hamburgo).